# Neptunea
Neptunea is een geslacht van mollusken, dat fossiel bekend is vanaf het Laat-Eoceen. Tegenwoordig telt het geslacht nog meerdere soorten.

## Beschrijving
Deze wulk heeft een schelp met ronde windingen en een diepe sutuur (afscheiding tussen twee windingen) met een sculptuur, die kan zijn samengesteld uit spiraallijnen, -richels of -kielen, maar ook uit onregelmatige verticale groeilijnen. Een tamelijk hoge getrapte spira (alle windingen behalve de laatste winding bij een gespiraliseerde schelp) steekt boven de bolle laatste omgang uit. De ruime eivormige mondopening is bezet met een tamelijk kort, breed sifonaal kanaal. De meeste soorten zijn rechtswindend, maar er bestaan ook linkswindende soorten. De lengte van de schelp bedraagt ongeveer 9 cm.

## Leefwijze
Dit carnivore, mariene geslacht bewoont koude, matige tot zeer diepe zeeën. Zijn voedsel bestaat uit tweekleppigen en andere ongewervelden.

## Soorten
- Neptunea acutispiralis Okutani, 1968
- Neptunea alabaster Alexeyev & Fraussen, 2005
- Neptunea alexeyevi Fraussen & Terryn, 2007
- Neptunea amianta (Dall, 1890)
- Neptunea angulata Harmer, 1914 †
- Neptunea antiqua (Linnaeus, 1758)
- Neptunea arthritica (Valenciennes, 1858)
- Neptunea aurigena Fraussen & Terry, 2007
- Neptunea beringiana (Middendorff, 1848)
- Neptunea borealis (Philippi, 1850)
- Neptunea bulbacea (Valenciennes, 1858)
- Neptunea communis (Middendorff, 1848)
- Neptunea constricta (Dall, 1907)
- Neptunea contraria (Linnaeus, 1771)
- Neptunea convexa Goryachev, 1978
- Neptunea costaria Fraussen & Terryn, 2007
- Neptunea cumingii Crosse, 1862
- Neptunea cuspidis Fraussen & Terryn, 2007
- Neptunea cybaea Fraussen & Terryn, 2007
- Neptunea decemcostata (Say, 1826)
- Neptunea denselirata Brøgger, 1901
- Neptunea despecta (Linnaeus, 1758)
- Neptunea elegantula Ito & Habe, 1965
- Neptunea ennae Sakurai & Tiba, 1969
- Neptunea eulimata (Dall, 1907)
- Neptunea frater (Pilsbry, 1901)
- Neptunea fukueae Kira, 1959
- Neptunea gulbini Goryachev & Kantor, 1983
- Neptunea gyroscopoides Fraussen & Terryn, 2007
- Neptunea hedychra Fraussen & Terryn, 2007
- Neptunea heros (Gray, 1850)
- Neptunea hesperica Fraussen & Terryn, 2007
- Neptunea hiberna Fraussen & Terryn, 2007
- Neptunea humboldtiana A. G. Smith, 1971
- Neptunea insularis (Dall, 1895)
- Neptunea intersculpta (G. B. Sowerby III, 1899)
- Neptunea inversa Harmer, 1918 †
- Neptunea ithia (Dall, 1891)
- Neptunea jagudinae Goryachev & Kantor, 1983
- Neptunea kuroshio Oyama in Kira, 1959
- Neptunea laeva Golikov, Goryachev & Kantor, 1987
- Neptunea lamellosa Golikov, 1962
- Neptunea laticostata Golikov, 1962
- Neptunea lyrata (Gmelin, 1791)
- Neptunea magnanimita Fraussen & Terryn, 2007
- Neptunea meridionalis A. G. Smith, 1971
- Neptunea middendorffiana MacGinitie, 1959
- Neptunea mikawaensis Nakano, Kurihara, Miyoshi & Higuchi, 2010
- Neptunea multistriata (Aurivillius, 1885)
- Neptunea nivea Okutani, 1981
- Neptunea nodositella Fraussen & Terryn, 2007
- Neptunea occaecata Fraussen & Terryn, 2007
- Neptunea ochotensis Golikov, 1962
- Neptunea oncodes (Dall, 1907)
- Neptunea phoenicea (Dall, 1907)
- Neptunea polycostata Scarlato, 1955
- Neptunea pribiloffensis (Dall, 1919)
- Neptunea purpurea Tiba, 1983
- Neptunea robusta Okutani, 1964
- Neptunea rugosa Golikov, 1962
- Neptunea smirnia (Dall, 1919)
- Neptunea stilesi A. G. Smith, 1968
- Neptunea subdilatata (Yen, 1936)
- Neptunea tabulata (Baird, 1863)
- Neptunea tuberculata (Yokoyama, 1929)
- Neptunea umbratica Fraussen & Terryn, 2007
- Neptunea varicifera (Dall, 1907)
- Neptunea ventricosa (Gmelin, 1791)
- Neptunea vinlandica Fraussen & Terryn, 2007
- Neptunea vinosa (Dall, 1919)
- Neptunea vladivostokensis (Bartsch, 1929)